# Bulloch County
Bulloch County is een county in de Amerikaanse staat Georgia.
De county heeft een landoppervlakte van 1.767 km² en telt 55.983 inwoners (volkstelling 2000). De hoofdplaats is Statesboro.

## Foto's

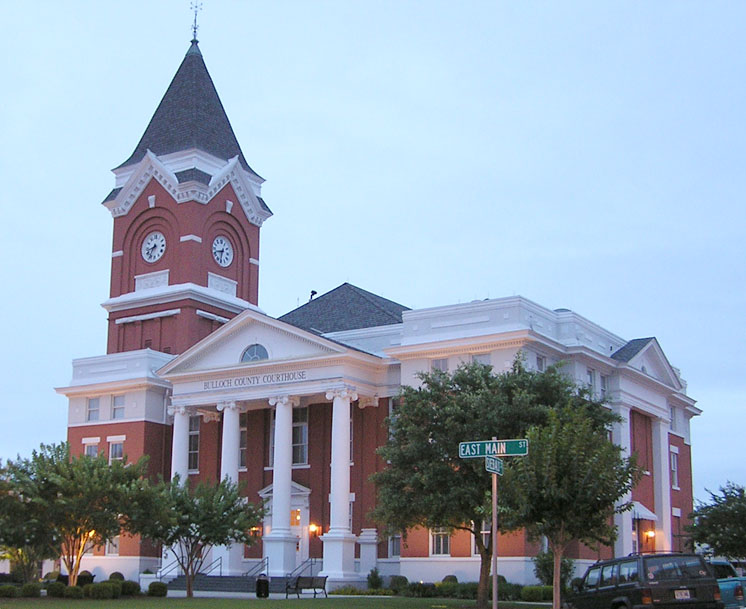
Rechtbank